# Аусмюндюр Свейнссон
Аусмюндюр Свейнссон (исл. Ásmundur Sveinsson, 20 мая 1893, Вестюрланд, Исландия — 9 декабря 1982, Рейкьявик) — исландский скульптор.
Художественное образование получил в стокгольмской Академии изящных искусств, под руководством Карла Миллеса. Аусмюндюр — один из первых исландских скульпторов, получивших международное признание.
Работал как в фигуративной, так и абстрактной скульптуре. Главной темой его работ является отображение событий повседневной жизни и современных ему технических достижений, а также таинственный мир исландских саг (например, памятник Сэмунду Мудрому и дьявольскому тюленю возле здания Исландского университета в Рейкьявике).
Одним из принципов современного искусства скульптор принял тезис о том, что искусство должно принадлежать и находить понимание не только у группы избранных ценителей, но также и у широкого круга людей. Поэтому он предпочитает выставлять свои произведения в различных местах общественной жизни, доступных для каждого. Так, в разных частях Рейкьявика можно видеть его скульптуры («Несущая воду», «Кузнец»); в городе Боргарнес — памятник национальному герою Эгилю Скаллагримссону и его сыну.
В созданном по проекту самого скульптора его доме в Рейкьявике сейчас размещается музей Аусмюндюра Свейнссона, а в саду при здании — Сад скульптур, куда вход бесплатный.